# Grupo Petrópolis
Grupo Petrópolis est une entreprise brassicole brésilienne.